# OneRepublic/Diskografie
Diese Diskografie ist eine Übersicht über die musikalischen Werke der US-amerikanischen Alternative-Rock-Band OneRepublic. Den Quellenangaben und Schallplattenauszeichnungen zufolge hat sie bisher mehr als 76,7 Millionen Tonträger verkauft, davon allein in ihrer Heimat über 35,9 Millionen. In Deutschland verkaufte die Band über 7,2 Millionen Tonträger, womit sie zu den Musikern mit den meisten Tonträgerverkäufen des Landes zählen. Ihre erfolgreichste Veröffentlichung ist die Single Counting Stars mit über 20,3 Millionen verkauften Einheiten. Diese sowie Apologize avancierten in Deutschland zu Millionensellern und zählen damit zu den meistverkauften Singles des Landes der 2000er- beziehungsweise 2010er-Jahre.

## Alben

### Studioalben
| Jahr | Titel Musiklabel                                                  | Höchstplatzierung, Gesamtwochen, AuszeichnungChartplatzierungen (Jahr, Titel, Musiklabel, Platzierungen, Wochen, Auszeichnungen, Anmerkungen) | Höchstplatzierung, Gesamtwochen, AuszeichnungChartplatzierungen (Jahr, Titel, Musiklabel, Platzierungen, Wochen, Auszeichnungen, Anmerkungen) | Höchstplatzierung, Gesamtwochen, AuszeichnungChartplatzierungen (Jahr, Titel, Musiklabel, Platzierungen, Wochen, Auszeichnungen, Anmerkungen) | Höchstplatzierung, Gesamtwochen, AuszeichnungChartplatzierungen (Jahr, Titel, Musiklabel, Platzierungen, Wochen, Auszeichnungen, Anmerkungen) | Höchstplatzierung, Gesamtwochen, AuszeichnungChartplatzierungen (Jahr, Titel, Musiklabel, Platzierungen, Wochen, Auszeichnungen, Anmerkungen) | Anmerkungen                                                   |
| Jahr | Titel Musiklabel                                                  | DE | AT | CH | UK | US | Anmerkungen                                                   |
| ---- | ----------------------------------------------------------------- | --- | --- | --- | --- | --- | ------------------------------------------------------------- |
| 2007 | Dreaming Out Loud Interscope Records • Mosley Music Group (UMG)   | DE7 Platin · (42 Wo.)DE | AT14 Platin · (35 Wo.)AT | CH8 Gold · (41 Wo.)CH | UK2 Platin · (27 Wo.)UK | US14 Gold · (51 Wo.)US | Erstveröffentlichung: 20. November 2007 Verkäufe: + 1.785.000 |
| 2009 | Waking Up Interscope Records • Mosley Music Group (UMG)           | DE19 Platin · (51 Wo.)DE | AT28 Platin · (37 Wo.)AT | CH14 (36 Wo.)CH | UK29 Silber · (2 Wo.)UK | US21 Gold · (80 Wo.)US | Erstveröffentlichung: 13. November 2009 Verkäufe: + 972.000   |
| 2013 | Native Interscope Records • Mosley Music Group (UMG)              | DE4 ×3Dreifachgold · (53 Wo.)DE | AT5 Platin · (55 Wo.)AT | CH4 Platin · (88 Wo.)CH | UK9 Platin · (68 Wo.)UK | US4 Platin · (143 Wo.)US | Erstveröffentlichung: 22. März 2013 Verkäufe: + 2.182.000     |
| 2016 | Oh My My Interscope Records • Mosley Music Group (UMG)            | DE6 (9 Wo.)DE | AT8 (3 Wo.)AT | CH3 (16 Wo.)CH | UK6 Silber · (7 Wo.)UK | US3 (13 Wo.)US | Erstveröffentlichung: 7. Oktober 2016 Verkäufe: + 102.500     |
| 2021 | Human Interscope Records • Mosley Music Group (UMG)               | DE8 (4 Wo.)DE | AT7 (2 Wo.)AT | CH3 Platin · (8 Wo.)CH | UK30 (1 Wo.)UK | US11 (2 Wo.)US | Erstveröffentlichung: 27. August 2021 Verkäufe: + 102.500     |
| 2024 | Artificial Paradise Interscope Records • Mosley Music Group (UMG) | DE23 (2 Wo.)DE | AT8 (2 Wo.)AT | CH8 (3 Wo.)CH | UK46 (1 Wo.)UK | US50 (10 Wo.)US | Erstveröffentlichung: 12. Juli 2024 Verkäufe: + 247.500       |

### Livealben
| Jahr | Titel Musiklabel                                                  | Anmerkungen                           |
| ---- | ----------------------------------------------------------------- | ------------------------------------- |
| 2022 | One Night in Malibu Interscope Records • Mosley Music Group (UMG) | Erstveröffentlichung: 4. Februar 2022 |

### Kompilationen
| Jahr | Titel Musiklabel                                                                        | Anmerkungen                            |
| ---- | --------------------------------------------------------------------------------------- | -------------------------------------- |
| 2023 | OneRepublic – Japan Paradise Tour Edition Interscope Records • Mosley Music Group (UMG) | Erstveröffentlichung: 15. Februar 2023 |
| 2025 | The Collection Interscope Records • Mosley Music Group (UMG)                            | Erstveröffentlichung: 15. August 2025  |

### EPs
| Jahr | Titel Musiklabel                                                 | Anmerkungen                           |
| ---- | ---------------------------------------------------------------- | ------------------------------------- |
| 2010 | Live from Dortmund Interscope Records • Mosley Music Group (UMG) | Erstveröffentlichung: 6. Juli 2010    |
| 2010 | Live from Zurich Interscope Records • Mosley Music Group (UMG)   | Erstveröffentlichung: 5. Oktober 2010 |

## Singles

### Als Leadmusiker
| Jahr | Titel Album                                                                    | Höchstplatzierung, Gesamtwochen, AuszeichnungChartplatzierungen (Jahr, Titel, Album, Platzierungen, Wochen, Auszeichnungen, Anmerkungen) | Höchstplatzierung, Gesamtwochen, AuszeichnungChartplatzierungen (Jahr, Titel, Album, Platzierungen, Wochen, Auszeichnungen, Anmerkungen) | Höchstplatzierung, Gesamtwochen, AuszeichnungChartplatzierungen (Jahr, Titel, Album, Platzierungen, Wochen, Auszeichnungen, Anmerkungen) | Höchstplatzierung, Gesamtwochen, AuszeichnungChartplatzierungen (Jahr, Titel, Album, Platzierungen, Wochen, Auszeichnungen, Anmerkungen) | Höchstplatzierung, Gesamtwochen, AuszeichnungChartplatzierungen (Jahr, Titel, Album, Platzierungen, Wochen, Auszeichnungen, Anmerkungen) | Anmerkungen |
| Jahr | Titel Album                                                                    | DE | AT | CH | UK | US | Anmerkungen |
| --- | ------------------------------------------------------------------------------ | --- | --- | --- | --- | --- | --- |
| 2006 | Apologize / Apologize (Remix) Dreaming Out Loud / Shock Value                  | DE1 ×9Neunfachgold · (58 Wo.)DE | AT1 ×2Doppelplatin · (35 Wo.)AT | CH1 ×3Dreifachplatin · (89 Wo.)CH | UK3 ×3Dreifachplatin · (47 Wo.)UK | US2 ×4Vierfachplatin + Platin (Mastertone) · (47 Wo.)US                                                                                  | Erstveröffentlichung: 30. April 2006 (Soloversion) Remix: 17. September 2007 (mit Timbaland) Verkäufe: + 10.899.427 |
| 2007 | Stop and Stare Dreaming Out Loud                                               | DE6 Gold · (18 Wo.)DE | AT5 (27 Wo.)AT | CH8 (31 Wo.)CH | UK4 Gold · (25 Wo.)UK | US12 (31 Wo.)US | Erstveröffentlichung: 20. November 2007 Verkäufe: + 705.000                                                         |
| 2008 | Say (All I Need) Dreaming Out Loud                                             | DE41 (6 Wo.)DE | — | — | UK51 (4 Wo.)UK | — | Erstveröffentlichung: 23. Mai 2008                                                                                  |
| 2009 | Come Home Dreaming Out Loud                                                    | — | — | — | — | US80 (1 Wo.)US | Erstveröffentlichung: 14. Juli 2009 feat. Sara Bareilles                                                            |
| 2009 | All the Right Moves Waking Up                                                  | DE14 Gold · (22 Wo.)DE | AT9 Gold · (17 Wo.)AT | CH2 Gold · (40 Wo.)CH | UK26 Silber · (6 Wo.)UK | US18 Platin · (34 Wo.)US | Erstveröffentlichung: 29. September 2009 Verkäufe: + 2.462.500                                                      |
| 2009 | Secrets Waking Up                                                              | DE3 ×3Dreifachgold · (25 Wo.)DE | AT4 Platin · (28 Wo.)AT | CH19 (25 Wo.)CH | UK77 Gold · (1 Wo.)UK | US21 ×2Doppelplatin · (33 Wo.)US | Erstveröffentlichung: 30. Oktober 2009 Verkäufe: + 4.250.000                                                        |
| 2010 | Marchin’ On Waking Up • Shock Value 2                                          | DE6 Gold · (33 Wo.)DE | AT7 Gold · (23 Wo.)AT | CH37 (13 Wo.)CH | — | — | Erstveröffentlichung: 31. Mai 2010 Verkäufe: + 165.000; mit Timbaland                                               |
| 2010 | Good Life Waking Up                                                            | DE19 Gold · (24 Wo.)DE | AT9 Platin · (22 Wo.)AT | CH14 (25 Wo.)CH | UK— SilberUK | US8 ×3Dreifachplatin · (35 Wo.)US | Erstveröffentlichung: 19. November 2010 Verkäufe: + 3.881.500                                                       |
| 2012 | Feel Again Native                                                              | DE9 Gold · (13 Wo.)DE | AT19 (7 Wo.)AT | CH34 (9 Wo.)CH | — | US36 Gold · (20 Wo.)US | Erstveröffentlichung: 27. August 2012 Verkäufe: + 1.245.000                                                         |
| 2013 | If I Lose Myself Native                                                        | DE6 ×3Dreifachgold · (25 Wo.)DE | AT5 Platin · (18 Wo.)AT | CH9 Gold · (16 Wo.)CH | UK8 Platin · (14 Wo.)UK | US74 ×2Doppelplatin · (5 Wo.)US | Erstveröffentlichung: 8. Januar 2013 Verkäufe: + 3.750.000                                                          |
| 2013 | Counting Stars Native                                                          | DE3 Diamant · (44 Wo.)DE | AT4 ×4Vierfachplatin · (26 Wo.)AT | CH9 Platin · (100 Wo.)CH | UK1 ×6Sechsfachplatin · (76 Wo.)UK | US2 Diamant · (68 Wo.)US | Erstveröffentlichung: 14. Juni 2013 Verkäufe: + 20.305.400                                                          |
| 2013 | Something I Need Native                                                        | DE74 (7 Wo.)DE | AT5 (20 Wo.)AT | CH21 (15 Wo.)CH | UK78 (1 Wo.)UK | — | Erstveröffentlichung: 25. August 2013 Verkäufe: + 380.000                                                           |
| 2014 | Love Runs Out Native                                                           | DE3 Platin · (32 Wo.)DE | AT3 Platin · (30 Wo.)AT | CH3 Platin · (28 Wo.)CH | UK3 Platin · (16 Wo.)UK | US15 (20 Wo.)US | Erstveröffentlichung: 14. April 2014 Verkäufe: + 1.345.000                                                          |
| 2014 | I Lived Native                                                                 | DE61 Gold · (11 Wo.)DE | AT48 (4 Wo.)AT | — | UK29 Platin · (6 Wo.)UK | US32 (17 Wo.)US | Erstveröffentlichung: 23. September 2014 Verkäufe: + 1.060.000                                                      |
| 2016 | Wherever I Go Oh My My                                                         | DE33 Gold · (22 Wo.)DE | AT29 Gold · (15 Wo.)AT | CH29 (24 Wo.)CH | UK29 Gold · (16 Wo.)UK | US55 (12 Wo.)US | Erstveröffentlichung: 13. Mai 2016 Verkäufe: + 1.171.666                                                            |
| 2016 | Kids Oh My My                                                                  | DE71 (9 Wo.)DE | AT55 (1 Wo.)AT | CH45 (13 Wo.)CH | UK58 Silber · (12 Wo.)UK | US96 (1 Wo.)US | Erstveröffentlichung: 12. August 2016 Verkäufe: + 330.000                                                           |
| 2016 | Future Looks Good Oh My My                                                     | — | — | — | — | — | Erstveröffentlichung: 8. September 2016                                                                             |
| 2016 | A.I. Oh My My                                                                  | — | — | — | — | — | Erstveröffentlichung: 30. September 2016 feat. Peter Gabriel                                                        |
| 2016 | Let’s Hurt Tonight Oh My My                                                    | DE98 (1 Wo.)DE | AT61 (1 Wo.)AT | CH26 (12 Wo.)CH | — | — | Erstveröffentlichung: 2. Dezember 2016 Verkäufe: + 130.000                                                          |
| 2017 | No Vacancy –                                                                   | DE52 Gold · (16 Wo.)DE | AT61 (6 Wo.)AT | CH34 (22 Wo.)CH | — | — | Erstveröffentlichung: 28. April 2017 Verkäufe: + 410.000                                                            |
| 2017 | Lift Me Up (Michael Brun Remix) Oh My My                                       | — | — | — | — | — | Erstveröffentlichung: 12. Mai 2017                                                                                  |
| 2017 | Truth to Power Immer noch eine unbequeme Wahrheit – Unsere Zeit läuft (O.S.T.) | — | — | — | — | — | Erstveröffentlichung: 30. Juni 2017                                                                                 |
| 2017 | Champagne Supernova –                                                          | — | — | — | — | — | Erstveröffentlichung: 7. Juli 2017 Original: Oasis                                                                  |
| 2017 | Rich Love –                                                                    | DE64 Gold · (7 Wo.)DE | AT58 (7 Wo.)AT | CH33 (21 Wo.)CH | UK84 (8 Wo.)UK | — | Erstveröffentlichung: 14. Juli 2017 Verkäufe: + 420.000; mit SeeB                                                   |
| 2017 | Born to Race –                                                                 | — | — | — | — | — | Erstveröffentlichung: 1. Dezember 2017                                                                              |
| 2018 | Start Again 13 Reasons Why – Season 2 (O.S.T.)                                 | DE87 (2 Wo.)DE | AT72 (2 Wo.)AT | CH53 (7 Wo.)CH | — | — | Erstveröffentlichung: 18. Mai 2018 Verkäufe: + 105.000; feat. Logic                                                 |
| 2018 | Connection –                                                                   | — | — | CH92 (1 Wo.)CH | — | — | Erstveröffentlichung: 26. Juni 2018 Verkäufe: + 100.000                                                             |
| 2019 | Rescue Me Human                                                                | DE24 Gold · (24 Wo.)DE | AT17 ×2Doppelplatin · (26 Wo.)AT | CH21 (37 Wo.)CH | UK52 Silber · (6 Wo.)UK | US— PlatinUS | Erstveröffentlichung: 17. Mai 2019 Verkäufe: + 2.125.000                                                            |
| 2019 | Wanted Human                                                                   | — | — | CH37 (1 Wo.)CH | — | — | Erstveröffentlichung: 6. September 2019 Verkäufe: + 55.000                                                          |
| 2019 | Somebody to Love Human                                                         | — | — | — | — | — | Erstveröffentlichung: 11. September 2019                                                                            |
| 2020 | Didn’t I Human                                                                 | DE— aDE | AT66 (1 Wo.)AT | CH38 (3 Wo.)CH | — | — | Erstveröffentlichung: 13. März 2020 Verkäufe: + 35.000                                                              |
| 2020 | Better Days Human                                                              | — | — | CH53 (1 Wo.)CH | — | — | Erstveröffentlichung: 27. März 2020 Verkäufe: + 105.000                                                             |
| 2020 | Wild Life Human (Deluxe Edition)                                               | — | — | — | — | — | Erstveröffentlichung: 25. September 2020                                                                            |
| 2021 | Run Human                                                                      | DE19 Gold · (36 Wo.)DE | AT24 Platin · (32 Wo.)AT | CH15 (50 Wo.)CH | UK90 Silber · (3 Wo.)UK | — | Erstveröffentlichung: 5. Mai 2021 Verkäufe: + 1.375.000                                                             |
| 2021 | Sunshine Artificial Paradise                                                   | DE63 Gold · (14 Wo.)DE | AT36 Platin · (17 Wo.)AT | CH14 Platin · (37 Wo.)CH | UK— SilberUK | — | Erstveröffentlichung: 10. November 2021 Verkäufe: + 1.030.000                                                       |
| 2022 | West Coast Artificial Paradise                                                 | DE— bDE | AT— GoldAT | CH65 Gold · (2 Wo.)CH | — | — | Erstveröffentlichung: 25. Februar 2022 Verkäufe: + 115.000                                                          |
| 2022 | I Ain’t Worried Artificial Paradise                                            | DE19 Platin · (55 Wo.)DE | AT10 ×3Dreifachplatin · (66 Wo.)AT | CH6 ×5Fünffachplatin · (108 Wo.)CH | UK3 ×3Dreifachplatin · (30 Wo.)UK | US6 ×4Vierfachplatin · (30 Wo.)US | Erstveröffentlichung: 13. Mai 2022 Verkäufe: + 9.263.333                                                            |
| 2023 | Runaway Artificial Paradise                                                    | DE— cDE | — | — | — | — | Erstveröffentlichung: 26. Mai 2023 Verkäufe: + 245.000                                                              |
| 2023 | Mirage Artificial Paradise                                                     | — | — | — | — | — | Erstveröffentlichung: 22. September 2023 mit Mishaal Tamer                                                          |
| 2023 | Dear Santa –                                                                   | DE42 (6 Wo.)DE | AT56 (2 Wo.)AT | CH80 (1 Wo.)CH | — | — | Erstveröffentlichung: 20. Oktober 2023                                                                              |
| 2024 | I Don’t Wanna Wait Artificial Paradise                                         | DE10 Gold · (42 Wo.)DE | AT8 Platin · (41 Wo.)AT | CH7 Gold · (57 Wo.)CH | UK19 Platin · (30 Wo.)UK | US96 (1 Wo.)US | Erstveröffentlichung: 5. April 2024 Verkäufe: + 1.783.333; mit David Guetta                                         |
| 2024 | Nobody Artificial Paradise (Deluxe Edition)                                    | — | — | — | — | — | Erstveröffentlichung: 12. April 2024 Verkäufe: + 20.000                                                             |
| 2024 | Fire Artificial Paradise (Deluxe Edition) • Oldschool Love                     | DE29 (15 Wo.)DE | AT49 (4 Wo.)AT | CH68 (5 Wo.)CH | — | — | Erstveröffentlichung: 10. Mai 2024 Verkäufe: + 20.000; mit Leony & Meduza                                           |
| 2024 | Hurt Artificial Paradise                                                       | — | — | — | — | — | Erstveröffentlichung: 5. Juli 2024                                                                                  |
| 2025 | Chasing Paradise –                                                             | DE91 (2 Wo.)DE | — | CH76 (1 Wo.)CH | — | — | Erstveröffentlichung: 24. Januar 2025 mit Kygo                                                                      |
| 2025 | Tell Me –                                                                      | — | — | — | — | — | Erstveröffentlichung: 27. Februar 2025 mit Karan Aujla & Ikky                                                       |
| 2025 | Invincible –                                                                   | — | — | — | — | — | Erstveröffentlichung: 18. April 2025                                                                                |
| 2025 | Starlight (The Fame) –                                                         | — | — | — | — | — | Erstveröffentlichung: 20. Juni 2025 mit The Supermen Lovers                                                         |
| 2025 | Beautiful Colors –                                                             | — | — | — | — | — | Erstveröffentlichung: 25. Juli 2025                                                                                 |
| Folgende Lieder erschienen nicht als Single, wurden aber durch das Album zum Download und Streaming bereitgestellt und konnten somit eine Platzierung erlangen: |                                                                                | | | | | | |
| |                                                                                | | | | | | |
| 2014 | Burning Bridges Native                                                         | DE96 (1 Wo.)DE | — | — | — | — | Charteinstieg: 28. Februar 2014                                                                                     |
| 2021 | Someday Human                                                                  | DE— dDE | — | CH78 (1 Wo.)CH | — | — | Charteinstieg: 3. September 2021 Verkäufe: + 130.000                                                                |

### Als Gastmusiker
| Jahr | Titel Album                    | Höchstplatzierung, Gesamtwochen, AuszeichnungChartplatzierungen (Jahr, Titel, Album, Platzierungen, Wochen, Auszeichnungen, Anmerkungen) | Höchstplatzierung, Gesamtwochen, AuszeichnungChartplatzierungen (Jahr, Titel, Album, Platzierungen, Wochen, Auszeichnungen, Anmerkungen) | Höchstplatzierung, Gesamtwochen, AuszeichnungChartplatzierungen (Jahr, Titel, Album, Platzierungen, Wochen, Auszeichnungen, Anmerkungen) | Höchstplatzierung, Gesamtwochen, AuszeichnungChartplatzierungen (Jahr, Titel, Album, Platzierungen, Wochen, Auszeichnungen, Anmerkungen) | Höchstplatzierung, Gesamtwochen, AuszeichnungChartplatzierungen (Jahr, Titel, Album, Platzierungen, Wochen, Auszeichnungen, Anmerkungen) | Anmerkungen                                                                          |
| Jahr | Titel Album                    | DE | AT | CH | UK | US | Anmerkungen                                                                          |
| ---- | ------------------------------ | --- | --- | --- | --- | --- | ------------------------------------------------------------------------------------ |
| 2017 | Stranger Things Kids in Love   | — | — | CH48 (1 Wo.)CH | — | — | Erstveröffentlichung: 30. Oktober 2017 Verkäufe: + 40.000; Kygo feat. OneRepublic    |
| 2019 | Bones Church                   | — | AT58 (1 Wo.)AT | CH63 (11 Wo.)CH | — | — | Erstveröffentlichung: 31. Januar 2019 Verkäufe: + 85.000; Galantis feat. OneRepublic |
| 2020 | Lose Somebody Golden Hour      | DE45 (10 Wo.)DE | AT28 Platin · (9 Wo.)AT | CH20 Gold · (18 Wo.)CH | UK46 Silber · (13 Wo.)UK | US88 Platin · (1 Wo.)US | Erstveröffentlichung: 15. Mai 2020 Verkäufe: + 1.810.000; Kygo & OneRepublic         |
| 2022 | You Were Loved Alive           | — | — | — | — | — | Erstveröffentlichung: 1. April 2022 Gryffin feat. OneRepublic                        |
| 2024 | Ojapiano (Remix) Mr. Versatile | — | — | — | — | — | Erstveröffentlichung: 15. März 2024 KCee feat. OneRepublic                           |

## Videoalben und Musikvideos

### Videoalben
| Jahr | Titel Musiklabel                         | Höchstplatzierung, Gesamtwochen, AuszeichnungChartplatzierungen (Jahr, Titel, Musiklabel, Platzierungen, Wochen, Auszeichnungen, Anmerkungen) | Höchstplatzierung, Gesamtwochen, AuszeichnungChartplatzierungen (Jahr, Titel, Musiklabel, Platzierungen, Wochen, Auszeichnungen, Anmerkungen) | Höchstplatzierung, Gesamtwochen, AuszeichnungChartplatzierungen (Jahr, Titel, Musiklabel, Platzierungen, Wochen, Auszeichnungen, Anmerkungen) | Höchstplatzierung, Gesamtwochen, AuszeichnungChartplatzierungen (Jahr, Titel, Musiklabel, Platzierungen, Wochen, Auszeichnungen, Anmerkungen) | Höchstplatzierung, Gesamtwochen, AuszeichnungChartplatzierungen (Jahr, Titel, Musiklabel, Platzierungen, Wochen, Auszeichnungen, Anmerkungen) | Anmerkungen                            |
| Jahr | Titel Musiklabel                         | DE | AT | CH | UK | US | Anmerkungen                            |
| ---- | ---------------------------------------- | --- | --- | --- | --- | --- | -------------------------------------- |
| 2018 | Live in South Africa Eagle Records (ERE) | — | AT6 (1 Wo.)AT | CH6 (1 Wo.)CH | UK12 (2 Wo.)UK | — | Erstveröffentlichung: 23. Februar 2018 |

### Musikvideos
| Jahr | Titel                     | Regie                                                 |
| ---- | ------------------------- | ----------------------------------------------------- |
| 2007 | Apologize                 | Aaron Platt (Soloversion) Robert Hales (Remixversion) |
| 2008 | Stop and Stare            | Anthony Mandler                                       |
| 2008 | Say (All I Need)          | Anthony Mandler                                       |
| 2008 | Mercy                     | Christopher Sims                                      |
| 2009 | All the Right Moves       | Wayne Isham                                           |
| 2009 | Secrets                   | Christopher Sims                                      |
| 2010 | Marchin’ On               | Christopher Sims                                      |
| 2011 | Good Life                 | Ryan Tedder                                           |
| 2012 | Feel Again                | Tim Nackashi                                          |
| 2013 | If I Lose Myself          | Michael Muller                                        |
| 2013 | Counting Stars            | James Lees                                            |
| 2013 | Something I Need          | Cameron Duddy                                         |
| 2014 | Love Runs Out             | Sophie Muller                                         |
| 2014 | I Lived                   | Noble Jones                                           |
| 2016 | Wherever I Go             | Joseph Kahn                                           |
| 2016 | Kids                      | Hal Kirkland                                          |
| 2016 | Let’s Hurt Tonight        | David Frankel                                         |
| 2017 | Rich Love                 | Isaac Rentz                                           |
| 2018 | Stranger Things           | Tim Mattia                                            |
| 2018 | Born to Race              | Joshua Lipton                                         |
| 2018 | Start Again               | James Lees                                            |
| 2018 | Connection                | James Lees                                            |
| 2019 | Bones                     | Spencer Hord                                          |
| 2019 | Rescue Me                 | Christian Lamb                                        |
| 2019 | Wanted                    | Christian Lamb                                        |
| 2019 | Somebody to Love          |                                                       |
| 2020 | Didn’t I                  | Christian Lamb                                        |
| 2020 | Better Days (2 Versionen) |                                                       |
| 2020 | Lose Somebody             | Christian Lamb                                        |
| 2020 | Wild Life                 | Christian Lamb                                        |
| 2021 | Run                       | Tomas Whitmore                                        |
| 2021 | Someday                   | Miles Cable, Isaac Rentz                              |
| 2022 | West Coast                | Tomás Whitmore                                        |
| 2022 | You Were Loved            | Kyle Cogan                                            |
| 2022 | I Ain’t Worried           | Isaac Rentz                                           |
| 2023 | Runaway                   | Tomás Whitmore                                        |
| 2023 | Mirage                    |                                                       |
| 2023 | Dear Santa                | Mr. Oz                                                |
| 2024 | I Don’t Wanna Wait        | Isaac Rentz                                           |
| 2024 | Fire                      | Kevin Ferstl                                          |
| 2024 | Sink or Swim              | Isaac Rentz                                           |

## Promoveröffentlichungen
Promo-Singles

| Jahr | Titel Album                  | Höchstplatzierung, Gesamtwochen, AuszeichnungChartplatzierungen (Jahr, Titel, Album, Platzierungen, Wochen, Auszeichnungen, Anmerkungen) | Höchstplatzierung, Gesamtwochen, AuszeichnungChartplatzierungen (Jahr, Titel, Album, Platzierungen, Wochen, Auszeichnungen, Anmerkungen) | Höchstplatzierung, Gesamtwochen, AuszeichnungChartplatzierungen (Jahr, Titel, Album, Platzierungen, Wochen, Auszeichnungen, Anmerkungen) | Höchstplatzierung, Gesamtwochen, AuszeichnungChartplatzierungen (Jahr, Titel, Album, Platzierungen, Wochen, Auszeichnungen, Anmerkungen) | Höchstplatzierung, Gesamtwochen, AuszeichnungChartplatzierungen (Jahr, Titel, Album, Platzierungen, Wochen, Auszeichnungen, Anmerkungen) | Anmerkungen                             |
| Jahr | Titel Album                  | DE | AT | CH | UK | US | Anmerkungen                             |
| ---- | ---------------------------- | --- | --- | --- | --- | --- | --------------------------------------- |
| 2008 | Mercy Dreaming Out Loud      | — | — | — | — | — | Erstveröffentlichung: 8. September 2008 |
| 2009 | Everybody Loves Me Waking Up | — | — | — | — | — | Erstveröffentlichung: 20. Oktober 2009  |
| 2011 | Christmas Without You –      | — | AT74 (1 Wo.)AT | — | — | — | Erstveröffentlichung: 5. Dezember 2011  |
| 2013 | What You Wanted Native       | — | — | — | — | — | Erstveröffentlichung: 10. Februar 2013  |

## Sonderveröffentlichungen

### Alben
| Jahr | Titel Musiklabel                                       | Anmerkungen                                                    |
| ---- | ------------------------------------------------------ | -------------------------------------------------------------- |
| 2011 | Dreaming Out Loud + Waking Up Interscope Records (UMG) | Erstveröffentlichung: 28. Oktober 2011 Teil der „2-in-1“-Reihe |

| Jahr | Titel Musiklabel                                                              | Anmerkungen                                                             |
| ---- | ----------------------------------------------------------------------------- | ----------------------------------------------------------------------- |
| 2008 | Live Session (iTunes Exclusive) Interscope Records • Mosley Music Group (UMG) | Erstveröffentlichung: 28. Oktober 2008 Veröffentlichung nur über iTunes |
| 2011 | Soundtrack EP Interscope Records (UMG)                                        | Erstveröffentlichung: 2011 Veröffentlichung nur in Deutschland          |

### Lieder
| Jahr | Titel Album                                      | Anmerkungen                                                                                           |
| ---- | ------------------------------------------------ | --- |
| 2007 | Apologize (Remix) Shock Value                    | Erstveröffentlichung: 3. April 2007 OneRepublic & Timbaland                                           |
| 2009 | For What It’s Worth Rhythms del mundo – Classics | Erstveröffentlichung: 31. Juli 2009 Rhythms del Mundo feat. OneRepublic Original: Buffalo Springfield |
| 2009 | Lost Then Found Echo                             | Erstveröffentlichung: 9. November 2009 Leona Lewis feat. OneRepublic                                  |
| 2009 | Marchin On (Timbo Version) Shock Value II        | Erstveröffentlichung: 8. Dezember 2009 Timbaland feat. OneRepublic                                    |
| 2017 | Stranger Things Kids in Love                     | Erstveröffentlichung: 3. November 2017 Kygo feat. OneRepublic                                         |
| 2020 | Bones Church                                     | Erstveröffentlichung: 7. Februar 2020 Galantis feat. OneRepublic                                      |
| 2020 | Lose Somebody Golden Hour                        | Erstveröffentlichung: 29. Mai 2020 Kygo & OneRepublic                                                 |
| 2022 | You Were Loved Alive                             | Erstveröffentlichung: 4. November 2022 Gryffin feat. OneRepublic                                      |
| 2024 | Ojapiano (Remix) Mr. Versatile                   | Erstveröffentlichung: 26. Juli 2024 KCee feat. OneRepublic                                            |
| 2025 | Fire Oldschool Love                              | Erstveröffentlichung: 28. Februar 2025 Leony, Meduza & OneRepublic                                    |

| Jahr | Titel Album                                                                   | Anmerkungen                                                                                           |
| ---- | ----------------------------------------------------------------------------- | --- |
| 2007 | The Way I Are (One Republic Remix) Shock Value (International Deluxe Version) | Erstveröffentlichung: 24. August 2007 Interpretation: Timbaland feat. Keri Hilson, D.O.E. & Sebastian |

| Jahr | Titel Soundtrack                                                      | Anmerkungen                                                        |
| ---- | --------------------------------------------------------------------- | ------------------------------------------------------------------ |
| 2007 | Apologize (Remix) Keinohrhasen                                        | Erstveröffentlichung: 7. Dezember 2007 Timbaland feat. OneRepublic |
| 2009 | Secrets Zweiohrküken                                                  | Erstveröffentlichung: 4. Dezember 2009                             |
| 2010 | Tyrant Mit Dir an meiner Seite                                        | Erstveröffentlichung: 23. März 2010                                |
| 2012 | Feel Again Schutzengel                                                | Erstveröffentlichung: 28. September 2012                           |
| 2014 | Ordinary Human Hüter der Erinnerung – The Giver                       | Erstveröffentlichung: 5. August 2014                               |
| 2016 | Let’s Hurt Tonight Verborgene Schönheit                               | Erstveröffentlichung: 13. Dezember 2016                            |
| 2017 | Truth to Power Immer noch eine unbequeme Wahrheit – Unsere Zeit läuft | Erstveröffentlichung: 4. August 2017                               |
| 2018 | Start Again 13 Reasons Why – Season 2                                 | Erstveröffentlichung: 18. Mai 2018 feat. Logic                     |
| 2020 | Wild Life Clouds                                                      | Erstveröffentlichung: 16. Oktober 2020                             |
| 2022 | I Ain’t Worried Top Gun: Maverick                                     | Erstveröffentlichung: 27. Mai 2022                                 |

## Statistik

### Chartauswertung
|                     | DE    | AT    | CH    | UK    | US    |
| ------------------- | ----- | ----- | ----- | ----- | ----- |
| Nummer-eins-Alben   | DE—DE | AT—AT | CH—CH | UK—UK | US—US |
| Top-10-Alben        | DE4DE | AT4AT | CH5CH | UK3UK | US2US |
| Alben in den Charts | DE6DE | AT6AT | CH6CH | UK6UK | US6US |

|                       | DE     | AT     | CH     | UK     | US     |
| --------------------- | ------ | ------ | ------ | ------ | ------ |
| Nummer-eins-Singles   | DE1DE  | AT1AT  | CH1CH  | UK1UK  | US—US  |
| Top-10-Singles        | DE9DE  | AT12AT | CH8CH  | UK6UK  | US4US  |
| Singles in den Charts | DE29DE | AT28AT | CH34CH | UK15UK | US16US |

### Auszeichnungen für Musikverkäufe
| Land/RegionAuszeichnungen für Musikverkäufe (Land/Region, Auszeichnungen, Verkäufe, Quellen) | Silber     | Gold         | Platin         | Diamant       | Verkäufe   | Quellen                           |
| -------------------------------------------------------------------------------------------- | ---------- | ------------ | -------------- | ------------- | ---------- | --------------------------------- |
| Australien (ARIA)                                                                            | —          | 11× Gold11   | 71× Platin71   | —             | 5.355.000  | aria.com.au                       |
| Belgien (BRMA)                                                                               | —          | 5× Gold5     | 2× Platin2     | —             | 180.000    | ultratop.be                       |
| Brasilien (PMB)                                                                              | —          | 13× Gold13   | 20× Platin20   | 6× Diamant6   | 2.790.000  | pro-musicabr.org.br               |
| Dänemark (IFPI)                                                                              | —          | 9× Gold9     | 16× Platin16   | —             | 1.020.000  | ifpi.dk DK2                       |
| Deutschland (BVMI)                                                                           | —          | 17× Gold17   | 11× Platin11   | Diamant1      | 7.250.000  | musikindustrie.de                 |
| Finnland (IFPI)                                                                              | —          | —            | —              | —             | 5.427      | Einzelnachweise                   |
| Frankreich (SNEP)                                                                            | —          | 4× Gold4     | 2× Platin2     | 2× Diamant2   | 1.508.732  | snepmusique.com                   |
| Griechenland (IFPI)                                                                          | —          | Gold1        | 2× Platin2     | —             | 50.000     | Einzelnachweise                   |
| Irland (IRMA)                                                                                | —          | —            | 2× Platin2     | —             | 30.000     | irishcharts.ie                    |
| Italien (FIMI)                                                                               | —          | 11× Gold11   | 26× Platin26   | —             | 2.220.000  | fimi.it                           |
| Japan (RIAJ)                                                                                 | —          | 2× Gold2     | —              | —             | —          | riaj.or.jp                        |
| Kanada (MC)                                                                                  | —          | 9× Gold9     | 26× Platin26   | Diamant1      | 3.200.000  | musiccanada.com CA2               |
| Mexiko (AMPROFON)                                                                            | —          | Gold1        | 3× Platin3     | —             | 210.000    | amprofon.com.mx                   |
| Neuseeland (RMNZ)                                                                            | —          | 7× Gold7     | 34× Platin34   | —             | 922.500    | aotearoamusiccharts.co.nz NZ2 NZ3 |
| Niederlande (NVPI)                                                                           | —          | —            | 2× Platin2     | —             | 60.000     | nvpi.nl                           |
| Österreich (IFPI)                                                                            | —          | 4× Gold4     | 22× Platin22   | —             | 690.000    | ifpi.at AT2                       |
| Polen (ZPAV)                                                                                 | —          | 7× Gold7     | 11× Platin11   | —             | 560.000    | olis.pl                           |
| Portugal (AFP)                                                                               | —          | 2× Gold2     | 8× Platin8     | —             | 90.000     | Einzelnachweise                   |
| Russland (NFPF)                                                                              | —          | Gold1        | —              | —             | 10.000     | 2m-online.ru                      |
| Schweden (IFPI)                                                                              | —          | 2× Gold2     | 16× Platin16   | —             | 680.000    | sverigetopplistan.se              |
| Schweiz (IFPI)                                                                               | —          | 6× Gold6     | 14× Platin14   | —             | 430.000    | hitparade.ch                      |
| Singapur (RIAS)                                                                              | —          | 2× Gold2     | Platin1        | —             | 20.000     | rias.org.sg                       |
| Spanien (Promusicae)                                                                         | —          | 9× Gold9     | 11× Platin11   | —             | 760.000    | elportaldelmusicas.es ES2         |
| Vereinigte Staaten (RIAA)                                                                    | —          | 3× Gold3     | 21× Platin21   | Diamant1      | 35.922.000 | riaa.com US2                      |
| Vereinigtes Königreich (BPI)                                                                 | 9× Silber9 | 3× Gold3     | 18× Platin18   | —             | 12.860.000 | bpi.co.uk                         |
| Insgesamt                                                                                    | 9× Silber9 | 127× Gold127 | 340× Platin340 | 11× Diamant11 |            |                                   |